# 卡拉曼里語
卡拉曼里語，或稱卡拉曼里土耳其語，是土耳其語中一個方言，是奧斯曼帝國境內說土耳其語的東正教徒卡拉曼里人使用的語言。
但與奧斯曼帝國穆斯林使用的土耳其語不同，卡拉曼里語是用希臘文書寫。在希臘土耳其人口互換後卡拉曼里語東正教徒流散至希臘，保加利亞、馬其頓、羅馬尼亞，而土耳其也立即把國內文字轉為土耳其語字母。
在開羅藏經庫殘篇中曾發現過一篇以卡拉曼里語寫成的手稿片段。